# Svetlana Boginskaya
 (avril 2021).
Si vous disposez d'ouvrages ou d'articles de référence ou si vous connaissez des sites web de qualité traitant du thème abordé ici, merci de compléter l'article en donnant les références utiles à sa vérifiabilité et en les liant à la section « Notes et références ».
Svetlana Boginskaya ou Svetlana Boginskaïa (en biélorusse Святлана Багінская, Sviatlana Bahinskaïa ; en russe Светлана Богинская, Svetlana Boginskaïa), née le 9 février 1973 à Minsk (URSS), est une gymnaste soviétique puis biélorusse. Surnommée « le Cygne biélorusse » et « la Déesse de la gymnastique » du fait de sa taille et de sa grâce, elle est surtout connue pour les émotions et l'art qu'elle exprimait lors des exercices au sol. Boginskaïa est triple championne olympique : au saut en 1988 et au concours par équipes en 1988 et 1992.

## Biographie et carrière

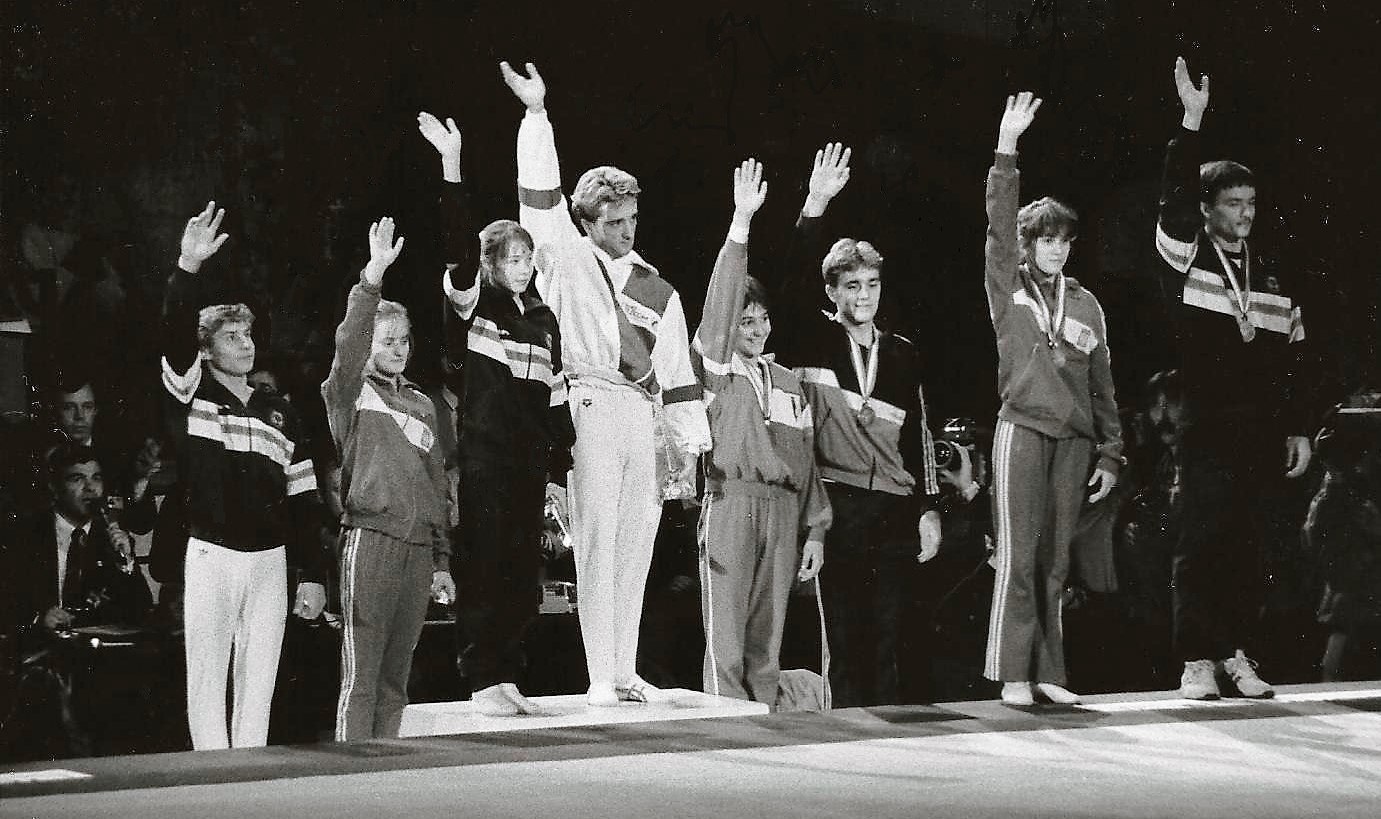
Svetlana Boginskaya (troisième en partant de la gauche) lors des Internationaux de France à Bercy en 1988.

Svetlana Leonidovna Boginskaïa (en biélorusse Сьвятлана Леанідаўна Багінская, S'viatlana Leanidnawna Bahinskaïa ; en russe Светлана Леонидовна Богинская, Svetlana Leonidovna Boginskaïa) est née le 9 février 1973 à Minsk, alors en URSS.
Boginskaya fait du patinage artistique pendant plusieurs années mais a commencé la gymnastique artistique à l'âge de huit ans. Deux ans plus tard, elle quittait Minsk pour aller à s'entraîner à plein temps à Moscou. À quatorze ans, elle était membre de l'équipe nationale soviétique. Elle remportait sa première médaille individuelle, le bronze à la poutre lors des championnats du monde de 1987. Elle devenait l'une des meilleures gymnastes de l'équipe soviétique et il était attendu qu'elle se classe très bien lors des Jeux olympiques d'été de 1988 à Séoul. Elle terminait ses jeux avec quatre médailles, l'or au  concours du saut de cheval et au concours par équipes, l'argent au sol et le bronze au concours général individuel. C'était un grand exploit pour cette jeune athlète lors de jeux qui virent un duel entre sa compatriote Yelena Shushunova et la Roumaine Daniela Silivaș.
Toutefois, la joie de son succès fut de courte durée car son entraîneur Lyubov Miromanova se suicida après les Jeux olympiques. Miromanova était une mère de substitution pour Sveta, non seulement elle l'entraînait mais elle s'occupait aussi de Boginskaya depuis son arrivée à Moscou. Boginskaya a toujours été réticente à évoquer cette terrible époque de sa vie. Le suicide de Lyubov Miromanova demeure un mystère : nul ne peut dire avec certitude ce qui l'a conduit à cet acte.
Boginskaya très affectée à cette période, a commencé à s'entraîner avec un nouvel entraineur, Lioudmila Popkovitch. Sous sa direction, Boginskaya est devenue championne du monde en 1989 et a, plus tard, dédié cette performance à son défunt mentor.
En 1990, Boginskaya devint la troisième femme à écraser les championnats d'Europe de gymnastique (après la Tchécoslovaque Věra Čáslavská en 1965 et 1967 et la Soviétique Lyudmila Turishcheva en 1973), remportant la médaille d'or dans chaque épreuve individuelle. Ce faisant, elle défendait avec succès ses titres au concours général individuel avec 39,874 points, au sol avec la note maximale de 10,00 et au saut de cheval et y ajoutait les titres aux barres asymétriques et à la poutre encore avec la note maximale de 10,00. En 1991, lors d'une finale controversée, Boginskaya échouait dans la défense de son titre mondial au profit de l'Américaine Kim Zmeskal. Néanmoins, elle remportait les titres à la poutre et au concours général par équipes.
En 1992, Boginskaya avait 19 ans et réalisait une performance décevante aux championnats d'Europe, tombant lors de la dernière épreuve : l'exercice au sol. Elle terminait à la cinquième place, alors que sa jeune coéquipière Tatiana Gutsu remportait le titre au concours général individuel. Elle était, tout de même, toujours l'une des favorites pour le titre du concours général individuel aux Jeux olympiques d'été en 1992 de Barcelone.
Les fans de gymnastique s'attendaient à un duel Boginskay a- Kim Zmeskal. Toutefois, si Boginskaya remportait sa troisième médaille d'or olympique dans la compétition par équipes, elle ne terminait que cinquième du concours général individuel. Au lieu de l'affrontement attendu entre Boginskaya et Zmeskal (qui est tombée lors de l'exercice au sol et à la poutre durant le concours général), ce fut Tatiana Gutsu et Shannon Miller qui offrirent l'une des plus palpitantes compétitions de l'histoire gymnique olympique.
Svetlana Boginskaya prit sa retraite après les Jeux olympiques de 1992, puis décida de revenir à la compétition en 1995, s'entraînant à Houston avec Béla et Martha Károlyi. Elle a dit qu'elle été inspirée par Katarina Witt, qui fit un retour mémorable aux Jeux olympiques d'hiver de 1994. Elle a étonné le monde entier en concourant avec des niveaux de difficulté plus élevés que jamais et avec une attitude toujours positive. En 1996, à 23 ans, Boginskaya se classait deuxième du concours général individuel des championnats d'Europe derrière la championne du monde en titre et future championne olympique Lilia Podkopayeva. Elle se rendit ensuite aux Jeux olympiques d'été de 1996 à Atlanta où elle ravit la foule. Svetlana emmena l'équipe de Biélorussie à la sixième place du concours par équipes et participa au concours général individuel ainsi qu'au saut de cheval, n'y obtenant aucune médaille.
Svetlana Boginskaya est l'une des rares gymnastes féminines à avoir participé à au moins trois Olympiades, les autres étant Larissa Latynina, Věra Čáslavská, Lyudmila Turishcheva, Svetlana Khorkina, Dominique Dawes, Lisa Skinner et Oksana Chusovitina. Comme cette dernière, elle est la seule à avoir concouru pour trois équipes olympiques : l'Union soviétique, l'Équipe unifiée (CEI) et la Biélorussie. Elle a été intronisée à l'International Gymnastics Hall of Fame en 2005.
Actuellement[Quand ?] elle réside à Houston, aux États-Unis. Elle est mariée à William Yee et a une fille (Ania Julietta, née en juillet 1999) et un fils (Brandon, né en novembre 2003). Elle détient une société de vêtements de sport et entraîne des gymnastes dans des camps d'été privés.

## Palmarès

### Jeux olympiques
- Séoul 1988
  -  Médaille d'or au concours par équipes
  -  Médaille de bronze au concours général individuel
  -  Médaille d'or au saut de cheval
  - 5e aux barres asymétriques
  - 5e à la poutre
  -  Médaille d'argent au sol

- Barcelone 1992
  -  Médaille d'or au concours par équipes
  - 5e au concours général individuel
  - 4e au saut de cheval
  - 5e à la poutre

- Atlanta 1996
  - 6e au concours par équipes
  - 14e au concours général individuel
  - 5e au saut de cheval

### Championnats du monde
- Rotterdam 1987
  -  Médaille d'argent au concours par équipes
  -  Médaille de bronze à la poutre

- Stuttgart 1989
  -  Médaille d'or au concours par équipes
  -  Médaille d'or au concours général individuel
  -  Médaille d'or au sol

- Indianapolis 1991
  -  Médaille d'or au concours par équipes
  -  Médaille d'argent au concours général individuel
  - 5e au saut de cheval
  - 8e aux barres asymétriques
  -  Médaille d'or à la poutre
  - 7e au sol

- Paris 1992
  -  Médaille d'argent au saut de cheval
  - 6e à la poutre

- Sabae 1995
  - 8e au concours par équipe
  - 16e au concours général individuel

### Championnats d'Europe
- Bruxelles 1989
  -  Médaille d'or au concours général individuel
  -  Médaille d'or au saut de cheval
  - 4e aux barres asymétriques
  - 4e à la poutre
  -  Médaille d'or au sol

- Athènes 1990
  -  Médaille d'or au concours général individuel
  -  Médaille d'or au saut de cheval
  -  Médaille d'or aux barres asymétriques
  -  Médaille d'or à la poutre
  -  Médaille d'or au sol

- Budapest 1992
  - 5e au concours général individuel
  - 8e au saut de cheval
  - 4e aux barres asymétriques
  -  Médaille d'or à la poutre

- Birmingham 1996
  - 4e au concours par équipes
  -  Médaille d'argent au concours général individuel
  - 6e au saut de cheval
  - 6e aux barres asymétriques
  - 4e à la poutre
  - 6e au sol

### Autres
- American Cup 1996 :
  -  2e au concours général